# Armand Guillon
Pour les articles homonymes, voir Guillon (homonymie).
Armand Guillon, né le 14 février 1880 à Guérande et mort le 11 novembre 1968 à Paris, est un diplomate et homme politique français. Il est Résident général de France en Tunisie au moment des évènements tragiques de 1938.

## Biographie

### Formation (1880-1936)
Armand Guillon naît le 14 février 1880 à Guérande (Loire-Atlantique). Il obtient son doctorat en droit en 1900 et, après un court passage comme avocat à la cour d'appel de Rennes, il entre en 1903 dans la carrière administrative. En janvier 1918, il est directeur de l'Office public d'hygiène sociale dans le département de la Seine puis entre dans le corps préfectoral.
Il devient alors successivement préfet de Tarn-et-Garonne en février 1926, préfet de Haute-Garonne le 29 juillet 1931, préfet de Seine-et-Oise le 3 février 1934 et enfin préfet du Nord le 17 mars 1934. C'est là que son ami Albert Sarraut, alors président du Conseil, lui propose en 1936 de succéder à Marcel Peyrouton au poste de résident général de France en Tunisie.

### Résident général de France en Tunisie (1936-1938)

#### Contexte politique à son arrivée
Lorsqu'il débarque à Tunis le 16 avril 1936 du contre-torpilleur Garibaldi, cela fait bientôt deux ans que le pays est secoué par des manifestations nationalistes. Le précédent résident général avait tenté de museler l'opposition en mettant en résidence surveillée dans le sud du pays, le 3 septembre 1934, les leaders du Néo-Destour, Habib Bourguiba, Mahmoud El Materi et M'hamed Bourguiba. Deux ans plus tard, ils sont maintenant 46 néo-destouriens, douze communistes et trois membres du Destour à croupir à Bordj le Bœuf où ils ont été regroupés.

#### Premières mesures politiques
Armand Guillon sait qu'on attend de lui qu'il ramène le calme en Tunisie. C'est pourquoi les internés sont libérés et définitivement amnistiés le 16 septembre 1936 ; les étudiants tunisiens qui avaient été éloignés de Tunis lors des émeutes de février 1936 sont autorisés à retourner dans la capitale, les lois restrictives sur la presse sont levées le 6 août, ce qui permet au journal Tunis socialiste de reparaître et à son rédacteur Serge Moati de revenir en Tunisie d'où il avait été expulsé. Enfin, les libertés politiques sont rétablies ainsi que la liberté d'association et de réunion par le décret du 6 août 1936.

#### Mesures économiques
La Tunisie a été durement touchée par la crise économique mondiale qui sévit depuis le début des années 1930. La sécheresse de 1936 aggrave la situation des petits paysans qui croulent sous les dettes. Pour enrayer cette descente aux enfers, on supprime l'istitan, impôt de capitation, le 24 décembre 1936. On crée un office du blé qui organise un circuit de vente et assure des débouchés. Des prêts de semence sont mis en place. Un office de standardisation, l'OTUS, est chargé de faire connaître les produits tunisiens et d'en favoriser l'écoulement tant en France qu'à l'étranger.
Pour combattre les effets des sécheresses répétées, un programme de grands travaux est mis en chantier dès juillet 1936 et vise à équiper le pays de barrages et d'un réseau de distribution d'eau potable. À cette fin, à l'initiative du sous-secrétaire d'État aux Affaires étrangères Pierre Viénot, un fonds de financement d'un montant de cinquante millions de francs est ouvert par le gouvernement français.

#### Mesures sociales
Armand Guillon est socialiste ; l'arrivée au pouvoir en France du Front populaire trois semaines après son arrivée en Tunisie va le conforter dans les mesures qu'il compte y appliquer.
C'est pourquoi les premières mesures prises le 4 août 1936 ont pour but de transposer en Tunisie les lois sociales qui viennent d'être votées en France : conventions collectives, congés payés, généralisation des huit heures journalières de travail en attendant l'application du principe de la semaine de quarante heures qui fut modulé par l'incorporation d'un horaire restreint l'après-midi lors des fortes chaleurs. Des commissions arbitrales sont instituées pour connaître les litiges nés de licenciements abusifs.
Les mesures suivantes visent à enrayer les conséquences néfastes de la crise économique : des chantiers sont ouverts pour éviter la famine et des secours en nature sont distribués. Les ventes judiciaires de terrains agricoles sont stoppées lorsque l'exploitant est en instance de consolidation (décret du 20 octobre 1936), des délais de grâce sont accordés aux petits commerçants et on allège le système d'imposition pour ceux qui s'installent ou créent des emplois (décret du 8 avril 1937), un salaire minimum est assuré aux ouvriers agricoles (décret du 29 avril 1937).
La Confédération générale du patronat français et la Confédération générale du travail (CGT) approuvent l'ensemble de ces mesures qui, pour la première fois en Tunisie, forment une véritable charte du travail.

#### Réformes de l'enseignement et de la santé
Depuis plusieurs années, l'université Zitouna est sporadiquement bloquée par des mouvements de grèves des étudiants inquiets pour leur avenir face à l'absence de débouchés pour leur diplôme. Une commission administrative est alors créée pour réformer les programmes et renforcer l'enseignement de la langue française afin que les étudiants diplômés puissent être titularisés dans les emplois d'État.
L'infrastructure scolaire primaire est développée dans les campagnes — un enfant tunisien sur six est scolarisé en 1936 — et on augmente le nombre de bourses pour permettre aux étudiants nécessiteux de poursuivre leurs études supérieures en France.
On lance la construction de deux hôpitaux régionaux et de dispensaires polyvalents grâce à une subvention de cinquante millions de francs du gouvernement français. Un réseau de dispensaires antituberculeux est organisé dans tout le pays. Des laboratoires mobiles sont acquis pour assurer le dépistage du paludisme et du trachome, affections qui sévissent à l'état endémique dans le Centre et le Sud. Une « maison maternelle musulmane » ouvre dans la médina de Tunis.

#### Reprise de l'agitation syndicale et politique
Comme en France à la même époque, les lois sociales déclenchent des mouvements de grèves. Mais la situation en Tunisie se complique car le mouvement syndical est séparé entre la CGT, relais de la centrale parisienne et favorable aux réformes du travail, et la Confédération générale des travailleurs tunisiens plus politisée dans un pays vivant sous un régime colonial. Des grèves éclatent à Tunis, Ferryville et dans les mines de phosphate du Sud. Elles servent de prétexte aux représentants des colons français pour dénoncer la politique sociale du résident général.
Les mesures libérales à l'égard du mouvement national avaient ramené le calme dans le pays. Des négociations sont menées entre Bourguiba et le gouvernement socialiste pour mettre en place des lois en faveur des Tunisiens. Face au refus des représentants des colons français, Pierre Viénot stigmatise les intérêts privés français face à l'intérêt général de la Tunisie. Devant le blocage de la situation, les Tunisiens perdent patience, d'autant qu'une crise interne pousse leurs dirigeants à la surenchère. Nationalistes du Néo-Destour et du Destour sont en concurrence pour la direction du mouvement et le retour d'Abdelaziz Thâalbi le 5 juillet 1937 aggrave la situation. Devant la crainte que celui-ci n'impose l'unification des deux partis sous sa direction, Bourguiba envoie des miliciens à l'assaut de ses meetings politiques. Il y a des morts à Mateur et à Béja.
L'agitation atteint son paroxysme le 9 avril 1938 lorsqu'une émeute se répand dans les rues de Tunis avant d'être réprimée dans le sang. Dès le 12 avril, le Néo-Destour est dissous et ses dirigeants emprisonnés ; des lois répressives sont promulguées pour rétablir l'ordre dans le pays. Armand Guillon se retrouve désavoué par les nationalistes tunisiens qui lui reprochent la répression et par les représentants de colons français qui lui reprochent ses lois sociales et son dialogue avec les destouriens. Le 22 octobre 1938, il est remplacé par Eirik Labonne, ancien ambassadeur de France auprès de la Seconde République espagnole à Barcelone.

### Fin de carrière
D'abord conseiller d'État, Armand Guillon devient président des Amitiés africaines qui vient en aide aux anciens combattants d'Afrique du Nord. C'est à ce titre qu'il revient en Tunisie en juillet 1946 : il y rencontre les principaux acteurs du combat politique comme M'hamed Chenik, Aziz Djellouli, Mustapha Kaak, Serge Moati, Hamadi Badra et Salah Farhat, qui lui confirment l'impasse dans laquelle se trouve le pays.
On évoque alors son retour au poste de résident général en remplacement de Charles Mast qui doit quitter la fonction en 1947 mais c'est Jean Mons qui est finalement nommé.
Il meurt le 11 novembre 1968 à Paris, et est inhumé au cimetière de Bercy.

## Distinctions
- Officier d'académie
- Commandeur de la Légion d'honneur (1937) : nommé chevalier en 1922, fait officier par Paul Sabatier en 1931.